# 久野みずき
久野 みずき（くの みずき、1993年5月7日 - ）は、日本の元子役、女優。血液型B型。元宝映テレビプロダクション所属。

## 出演歴

### ドラマ
- 生徒諸君!教師編（2007年、テレビ朝日）桜井菜穂 役
- 帰ってきた時効警察（2007年、テレビ朝日）三日月しずか（中学生時代）役
- 金曜プレステージ 介助犬ムサシ〜学校へ行こう!〜（フジテレビ） 女子生徒 役
- ブログ社会の落とし穴（NHK）
- 天才てれびくんMAX〜私は見た!?転校生のヒミツ〜（NHK教育テレビ）
- チャレンジド（2009年、NHK）雪野真昼 役
- 黒の女教師（2012年、TBS）岩崎結衣 役
- あまちゃん（2013年、NHK）坪井 役
- 孤独のグルメSeason5 特別編（2017年1月2日、テレビ東京） -女性客 役
- 家政夫のミタゾノ 第6シリーズ 第6話（2023年11月14日、テレビ朝日） - 福引を引く母親 役

### 映画
- あおげば尊し

### 舞台
- トウキョウラヂヲ
- TSUTOMU
- 魔界Dance Show

### バラエティ
- 月曜から夜ふかし